# (7097) Yatsuka
(7097) Yatsuka (1993 TF) – planetoida z grupy pasa głównego asteroid okrążająca Słońce w ciągu 3,68 lat w średniej odległości 2,38 j.a. Została odkryta 8 października 1993 roku.